# Thibault de Montmorency
Pour les autres membres de la famille, voir Maison de Montmorency.
Thibault de Montmorency, mort le 8 décembre 1247, est le fils de Bouchard VI de Montmorency et d'Isabeau de Laval.

## Ascendance
Hugues Capet → Robert II de France → Henri Ier de France → Philippe Ier de France → Louis VI de France → Robert Ier de Dreux → Alix de Dreux → Gertrude de Nesle-Soissons → Bouchard VI de Montmorency → Thibault de Montmorency

## Histoire
Après avoir suivi la carrière des armes, il prend l'habit monastique chez les Cisterciens de Vaulx de Cernay. Il est abbé de ce monastère. Saint Louis, après dix ans de mariage, n'ayant eu de Marguerite de Provence que deux filles, dont l'une était morte en venant au monde, désirait vivement un héritier. Il se recommanda aux prières de Thibault et obtient enfin, en 1244, un fils, dont la naissance est attribuée à l'intercession de l'abbé. Thibault de Montmorency meurt le 8 décembre 1247.